# Helena (hija de Alipio)
Helena (en griego: Ελένη) fue emperatriz bizantina consorte como esposa de Constantino VIII. No hay muchos datos biográficos sobre su persona, ya que solo es mencionada brevemente en la Cronografía de Miguel Psellos, seguida en las obras de Juan Escilitzes y Juan Zonaras. Sobre ella, Psellos escribía:

"Constantino, cuando aún era joven, se había casado con una dama llamada Helena. Era hija del renombrado Alipio, entonces líder de la ciudad [Constantinopla] y miembro de una familia noble de gran reputación. Esta dama, que no solo era hermosa, también virtuosa, le dio tres hijas antes de morir".
Miguel Psellos, Cronografía, Libro 2, capítulo 4

Aparte de esta referencia, la biografía sobre su padre, Alipio, era desconocida. El matrimonio entre Constantino y Helena pudo haber tenido lugar cerca del año 976, falleciendo Helena en fechas indeterminadas, aparentemente mucho antes de que su esposo se convirtiera en único emperador en 1025. El historiador Gunther G. Wolf teorizó que murió en el año 989, posiblemente durante el nacimiento de su tercera hija.
Sus tres hijas fueron:
- Eudocia. La primogénita. Según la Cronografía, "en la infancia había sido atacada por alguna enfermedad infecciosa y desde entonces su aspecto se había visto estropeado".[2] Más tarde se convirtió en monja.
- Zoe Porfirogéneta. Llegará a ser emperatriz consorte por sus matrimonios con hasta cuatro emperadores: Romanos III (1028-34), Miguel IV (1034-41), Miguel V (1041-42) y Constantino IX (1042-50).
- Teodora Porfirogéneta. También llegaría a ser emperatriz junto a su hermana Zoe.

En el momento de su matrimonio, Constantino VIII era coemperador junto a su hermano mayor Basilio II, quien reinó como emperador bizantino principal desde 976 hasta 1025, pero nunca se casó, lo que convertiría a Helena en la única Augusta durante su reinado.